# Municipio de Watertown (condado de Sanilac)
El municipio de Watertown (en inglés: Watertown Township) es un municipio ubicado en el condado de Sanilac en el estado estadounidense de Míchigan. En el año 2010 tenía una población de 1320 habitantes y una densidad poblacional de 14,54 personas por km².

## Geografía
El municipio de Watertown se encuentra ubicado en las coordenadas 43°22′16″N 82°47′59″O / 43.37111, -82.79972. Según la Oficina del Censo de los Estados Unidos, el municipio tiene una superficie total de 90.79 km², de la cual 90,75 km² corresponden a tierra firme y (0,05 %) 0,04 km² es agua.

## Demografía
Según el censo de 2010, había 1320 personas residiendo en el municipio de Watertown. La densidad de población era de 14,54 hab./km². De los 1320 habitantes, el municipio de Watertown estaba compuesto por el 97,65 % blancos, el 0,38 % eran afroamericanos, el 0,08 % eran amerindios, el 0,61 % eran asiáticos, el 0,53 % eran de otras razas y el 0,76 % eran de una mezcla de razas. Del total de la población el 2,05 % eran hispanos o latinos de cualquier raza.